# Simon Ier de Broyes
Simon Ier de Broyes, né vers 1090 et mort entre 1137 et 1140, est seigneur de Broyes, de Beaufort et de Baye, dans le comté de Champagne, au début du XIIe siècle. Il est le fils aîné d'Hugues II de Broyes, dit Bardoul, et de son épouse Emmeline de Montlhéry.
Il est le fondateur des abbayes Notre-Dame-d'Andecy et Notre-Dame du Reclus, toutes deux situées près de Baye.
Il meurt avant 1140 et est remplacé par son fils Hugues III de Broyes comme seigneur de Broyes alors que son fils puîné Simon de Broyes hérite de la seigneurie de Beaufort.

## Biographie
Il est le fils aîné d'Hugues II de Broyes, dit Bardoul, seigneur de Broyes, et de son épouse Emmeline de Montlhéry, fille de Milon Ier de Montlhéry. Il succède à son père avant 1121 et devient à son tour seigneur de Broyes, de Beaufort et de Baye.
En 1131, il fonde l'abbaye Notre-Dame-d'Andecy, près d'un petit hameau nommé Andecy, non loin de Baye, et y installe des religieuses venant de l'abbaye de Jully-les-Nonnains, probablement avec l'aide de Ombeline de Jully, sœur de Bernard de Clairvaux.
En 1136, il donne une terre appelée la Fontaine de Béline à un ermite nommé Hugues le Reclus et aux frères qui partagent sa solitude. Il participe ainsi à la fondation de ce qui deviendra quelques années plus tard l'abbaye Notre-Dame du Reclus. Ces libéralités seront par la suite confirmées par son fils aîné Hugues III de Broyes.
Il meurt entre 1137 et 1140 et est remplacé par son fils aîné Hugues III de Broyes comme seigneur de Broyes tandis que son fils puîné Simon de Broyes hérite de la seigneurie de Beaufort. Il est inhumé dans l'abbaye Notre-Dame-d'Andecy selon Albéric de Trois-Fontaine.

## Mariages et enfants

Blason de la Maison de Brienne
(d'azur au lion d'or armé et lampassé de gueules).

Vers 1110, il épouse Félicité de Brienne, dame de Ramerupt, fille du comte de Brienne Érard Ier et de son épouse Alix de Roucy-Ramerupt, avec qui il a trois enfants,, :
- Hugues III de Broyes, qui succède à son père comme seigneur de Broyes ;
- Simon de Broyes, qui succède à son père comme seigneur de Beaufort ;
- Emmeline de Broyes, citée dans des chartes de 1131 et 1136. Probablement morte sans union ni postérité.

Après son veuvage, Félicité de Brienne épouse en secondes noces avant 1142 Geoffroy III, seigneur de Joinville, avec qui elle a quatre autres enfants.